# 卢皮奥诺波利斯
卢皮奥诺波利斯是巴西巴拉那州的一个市镇。总面积121.067平方公里，总人口4521人，人口密度37.3人/平方公里。